# 국제 방사선 방어 위원회
국제방사선방호위원회(The International Commission on Radiological Protection, ICRP)는 방사선의 방호(防護)에 관한 기본원칙을 확립하고, 국제적으로 적용해야 할 방사선방호 체계 및 기준을 권고하는 독립 공익단체, 즉 비영리기구이다. 방사선이 인체에 미치는 영향을 과학적으로 규명하며, 국가 기관들이 보고하는 발전 내용도 참작한다.
국제방사선방호위원회에서는 1934년에 처음으로 방사선 허용선량의 값을 발표하였으며, 1950년, 1956년에 차례로 그 값을 낮추었고, 그 후에도 최대 허용 선량(1962년), 허용한도(1965), 선량당량한도(1977), 선량한도(1990) 등 수정을 포함한 권고를 행하고 있다.
국제방사선방호위원회에서 발표하는 방사선 안전기준에 대한 권고는 세계 각국에서 방사능에 관한 법을 제정할 때 영향을 미친다. 권고의 채택여부는 각국의 재량이나, 많은 나라가 국제방사선방호위원회의 권고를 바탕으로 방사선 취급을 법적으로 규제하고 있다. 대한민국도 국제방사선방호위원회의 자문과 권고를 받고 있다.
국제방사선방호위원회는 자매기구인 국제방사선단위측정위원회(International Commission on Radiation Units and Measurements, ICRU)와 긴밀하게 협력하고 있으며, 유엔방사선영향과학위원회(UNSCEAR), 세계보건기구(WHO) 및 국제원자력기구(IAEA)와도 공식적인 관계를 유지하고 있다. 또한 국제노동기구(ILO), 유엔환경프로그램(UNEP) 및 기타 유엔기구와도 중요한 관계를 유지한다. 유럽공동체위원회(유럽위원회, EC), 경제협력개발기구의 원자력국(OECD/NEA), 국제표준화기구(ISO) 및 국제전기기술위원회(IEC)와도 협력하고 있다. ICRP는 또한 국제방사선방호학회연합International Radiation Protection Association, IRPA)과 강한 연계를 통해 전문 방사선학회들과 관계를 유지하고 있다.
약 30개국에서 200명이 넘는 자원봉사자가 활동하고 있다. 운영자금은 회원 기관과 세계보건기구, 국제원자력기구, 국제방사선의학회, 국제방사선방호학회, 국제협력개발기구, 유럽경제공동체, 일부 국가의 자국 내 기관 등의 기부금을 통해서 마련된다. 기관은 영국에 등록되어 있고, 과학사무국은 캐나다 오타와에 있다.

## 역사
1928년 스웨덴 스톡홀름에서 개최된 제2차 국제방사선의학회(International Congress of Radiology)의 결정에 따라 '국제 X선 및 라듐 방호위원회(International X-ray and Radium Protection Committee)'라는 명칭으로 설립됐다.
1950년 런던에서 개최된 제6차 국제방사선의학회의에서 조직이 개편되면서 기존 명칭이 국제방사선방호위원회로 바뀌었다.

## 조직
- 구성: 의장, 부의장, 회원, 명예회원
- 산하위원회

1. 방사선 영향 위원회
2. 방사선 피폭 선량 (선량계측)
3. 약품 방어 (의료방사선)
4. 위원회 추천 접수 (권고적용)
5. 환경 방어

## 같이 보기
- 대한방사선방어학회
- 국제 원자력 기구